# Антоний (Доронин)
Архиепи́скоп Анто́ний (в миру Дени́с Валенти́нович Доро́нин; род. 18 декабря 1980, Баку) — епископ Русской православной церкви, архиепископ Гродненский и Волковысский (Белорусский экзархат).
Автор научной монографии, посвященной жизни, церковному служению и публицистическому наследию архиепископа Венедикта (Бобковского) (1876-1951), научных статей по белорусской церковной истории.

## Биография

### Образование и начало церковного служения
Родился 18 декабря 1980 года в городе Баку (Азербайджанская Советская Социалистическая Республика) в семье служащих. В 1986 году семья переехала в Беларусь.
С 1991 года был алтарником в Марие-Магдалининском храме в Минске. В 1993 году окончил двухгодичную воскресную школу при том же храме.
В 1998 году окончил Дубовлянскую среднюю школу Минского района.
В 2003 году окончил Минскую духовную семинарию со степенью бакалавра богословия, тема дипломной работы «Систематический библиографический указатель статей Литовских епархиальных ведомостей с 1888 по 1902 гг.».
С октября 2005 по июль 2006 года, после окончания второго курса Минской духовной академии, командирован в Швейцарию для прохождения обучения в Высшем институте православного богословия при Православном центре Константинопольского патриархата в Шамбези.
С февраля 2007 года исполнял послушание иподиакона митрополита Минского и Слуцкого Филарета (Вахромеева).
1 ноября 2007 года принят на должность референта по связям с общественностью в Минское епархиальное управление.
В сентябре 2008 года защитил кандидатскую диссертацию в Минской Духовной Академии с темой «Белорусские требники XVII—XVIII вв.: История и литургическое богословие».
14 августа 2009 года в Успенском соборе Жировичского монастыря митрополитом Филаретом (Вахромеевм) пострижен в монашество с именем Антоний в честь преподобного Антония Римлянина, а 28 августа — во иеродиакона.
31 августа 2009 года назначен клириком Свято-Духова собора города Минска с поручением несения послушания личного секретаря патриаршего экзарха всея Беларуси митрополита Минского Филарета.
С октября 2010 по июнь 2011 года проходил обучение в Общецерковной аспирантуре и докторантуре имени святых равноапостольных Кирилла и Мефодия города Москвы на кафедре «Управления и канонического права» по программе повышения квалификации.
6 апреля 2010 года митрополитом Филаретом был рукоположён в сан иеромонаха. 7 апреля указом Митрополита Филарета назначен клириком Свято-Духова кафедрального собора города Минска.
15 декабря 2010 года митрополитом Минским и Слуцким Филаретом возведён в сан игумена.
С августа 2011 года — духовник православного молодёжного братства в честь святого апостола и евангелиста Иоанна Богослова при Минском Свято-Духовом кафедральном соборе.
В декабре 2011 года назначен преподавателем предмета «Общецерковная история» в Минской духовной семинарии.
7 января 2012 года митрополитом Минским и Слуцким Филаретом (Вахромеевым) был возведён в сан архимандрита.
В октябре 2012 года назначен преподавателем предмета «Литургическое богословие» в Минской духовной академии.
5 ноября 2012 года назначен помощником ректора Минских духовных академии и семинарии по Духовно-образовательному центру Белорусской Православной Церкви в городе Минске.
24 ноября 2012 года окончил факультет переподготовки специалистов образования Института повышения квалификации и переподготовки Белорусского государственного педагогического университета имени Максима Танка по специальности переподготовки «практическая психология» с присвоением квалификации педагога-психолога.
26 февраля 2014 года решением Синода Белорусского Экзархата назначен управляющим делами Белорусского Экзархата и введён в состав Синода Белорусской Православной Церкви с освобождением от обязанностей ответственного секретаря Управления делами Белорусского Экзархата (решения Синода БПЦ утверждены Синодом РПЦ 30 мая того же года).
С 26 июня 2014 года в связи с реорганизацией административной структуры Белорусского Экзархата именуется — «управляющий делами Минской Экзархии» (решения Синода БПЦ утверждены Синодом РПЦ 25 июля того же года).

### Архиерейство
22 сентября 2014 года Синод Белорусской православной церкви обратился к патриарху Московскому и всея Руси и Священному синоду Русской православной церкви с просьбой образовать Слуцкую епархию, а архимандрита Антония (Доронина) избрать во епископа и назначить управляющим Слуцкой и Солигорской епархией. 23 октября 2014 года решением Священного синода Русской православной церкви избран епископом Слуцким и Солигорским.
11 ноября в крестовом храме в честь Владимирской иконы Божией Матери патриаршей резиденции в Чистом переулке города Москвы состоялось наречение архимандрита Антония во епископа Слуцкого и Солигорского. 3 января 2015 года в Успенском соборе Московского Кремля хиротонисан во епископа Слуцкого и Солигорского. Хиротонию совершили патриарх Кирилл, митрополит Минский и Заславский Павел (Пономарёв), митрополит Истринский Арсений (Епифанов), архиепископ Витебский и Оршанский Димитрий (Дроздов), архиепископ Новогрудский и Слонимский Гурий (Апалько), епископ Дмитровский Феофилакт (Моисеев), епископ Солнечногорский Сергий (Чашин), епископ Подольский Тихон, епископ Борисовский и Марьиногорский Вениамин (Тупеко), епископ Орехово-Зуевский Пантелеимон (Шатов), епископ Воскресенский Савва (Михеев).
24 марта 2016 года решением Синода Белорусского экзархата освобождён от обязанностей управляющего делами Минской экзархии.
1 февраля 2017 года решением Священного синода включён в состав созданного тогда же организационного комитета по реализации программы общецерковных мероприятий к 100-летию начала эпохи гонений на Русскую православную церковь.
Решением Священного синода Русской православной церкви от 9 июня 2021 года переведён на Гродненскую кафедру с освобождением его от управления Слуцкой епархией.
21 сентября 2021 года в московском храме Христа Спасителя патриархом Кириллом возведён в сан архиепископа.

### Научная деятельность
В период преподавания в Минской духовной семинарии занимался изучением исторической литургики. В 2010 году опубликовал две статьи, посвященные белорусским Требникам XVII—XVIII веков.
После вступления в должность управляющего Слуцкой епархией опубликовал в научном журнале «Труды Минской духовной академии» статью, посвященную жизни и церковному служению слуцких архиереев в XVII—XX веках.
Будучи управляющим Гродненской епархией, начал изучение жизни и церковного служения гродненских архиереев. Опубликовал в научных изданиях статьи, посвященные митрополиту Алексию (Громадскому) (1882—1943)   и архиепископу Венедикту (Бобковскому) (1876—1951).
В июле 2024 года в издательстве Минской духовной академии выпустил монографию «Архиепископ Венедикт (Бобковский) (1876—1951): жизнь, церковное служение и письменное наследие». Книга посвящена жизни и литературному наследию архиепископа Венедикта, в 1941-1944 годах являвшегося управляющим Гродненской епархией. Будучи ближайшим сподвижником Первоиерарха Белорусской Православной Церкви Митрополита Пантелеимона (Рожновского), герой книги вошел в историю как принципиальный сторонник сохранения церковного единства восточнославянских народов и убежденный противник белорусского автокефального движения.В книге публикуются уникальные исторические источники из архива Берлинской и Германской епархии РПЦЗ. Книга проливает свет на малоизвестные страницы белорусской церковной жизни 1940-х годов в Отечестве и диаспоре. 
Научными рецензентами книги выступили:
- Кострюков А. А., доктор исторических наук, профессор, главный научный сотрудник научно-исследовательского отдела новейшей истории Русской Православной Церкви Православного Свято-Тихоновского гуманитарного университета;
- Корнилов А. А., доктор исторических наук, профессор, заведующий кафедрой зарубежного регионоведения и локальной истории Института международных отношений и мировой истории Национального исследовательского Нижегородского государственного университета им. Н.И. Лобачевского;
- Слесарев А. В., доктор церковной истории, проректор по научной работе Минских духовных академии и семинарии;
- Петров И. В., кандидат исторических наук, старший научный сотрудник Института истории Санкт-Петербургского государственного университета[17].

### Церковно-каноническая позиция
Последовательно выступает за сохранение церковного единства восточнославянских народов. 
В интервью порталу «Богослов.RU» отметил, что в годы Второй мировой войны сотрудники немецкой оккупационной администрации рассматривали белорусскую автокефалию как «эффективное средство подчинения своей власти и своим интересам местной церковной иерархии, духовенства и приходских общин. При этом церковные каноны и церковные интересы вообще не учитывались».
Оценивая последствия возможного провозглашения белорусской автокефалии, отметил, что «церковная независимость от Московского Патриархата могла обернуться порабощением белорусской церковной жизни оккупационной властью».
Современные белорусские автокефальные тенденции также рассматривает как «стремление нецерковных сил поработить Православную Церковь и подчинить ее своим интересам».

## Публикации
- Архиепископ Венедикт (Бобковский) (1876—1951): жизнь, церковное служение и письменное наследие. — Минск : Издательство Минской духовной академии, 2024. — 190 с.

- К истории литургического сознания белорусов: заметки о белорусских Требниках XVII—XVIII веков // Минские епархиальные ведомости. — 2010. — № 1-2. — С. 82-85; № 3. — С. 101—105.
- Першая рэдакцыя беларускага Трэбніка // Праваслаўе. — 2010. — № 16. — С. 33-45.
- Слуцкие архиереи // Труды Минской духовной академии. — 2015. — № 12. — С. 101—116.
- Митрополит Алексий (Громадский) (1882—1943): жизнь и служение церковному единству // Труды Минской духовной академии. — 2023. — № 1 (22). — С. 97—121.
- Подвиг служения церковному единству митрополита Алексия (Громадского) (1882—1943) // Труды Комиссии по канонизации святых Белорусской Право-славной Церкви / Гл. ред. епископ Амвросий (Шевцов). — Жировичи: Изд-во Минской духовной семинарии, 2023. — Вып. 6. — С. 9—20.
- Архиепископ Венедикт (Бобковский) (1876—1951): жизнь и служение церковному единству // Церковь и время. — 2024. — № 1 (105). — С. 89—116.

- Гавриил Белостоцкий в Слуцке // Ведомости Минской Митрополии: журнал Минской митрополии Белорусской Православной Церкви. — 2016. ― № 1. ― С. 52―58.
- Владыка любил нашу школу: о роли митрополита Филарета в становлении Минских духовных академии и семинарии вспоминает архиепископ Гродненский и Волковысский Антоний // Ступени: ежеквартальный журнал Минских Духовных академии и семинарии. — 2021. ― № 4. ― С. 6―11.
- Апостол Беларуси // Ведомости Минской Митрополии: журнал Минской митрополии Белорусской Православной Церкви. — 2021. ― № 3. ― С. 36―42.

- Белорусская православная церковь = Belarusian Orthodox Church / Московский Патриархат, Белорусский Экзархат; [составители: иеродиакон Антоний (Доронин), Л. Е. Кулаженко, Г. Н. Шейкин; под общей редакцией протоиерея Николая Коржича]. — Минск: Белорусский Экзархат, 2009. — 219 с.
- Святая праведная София, княгиня Слуцкая : житие, служба / [А. Иващук и др. ; под редакцией епископа Слуцкого и Солигорского Антония]. — Минск : Белорусская Православная Церковь, 2015. — 63, [1] с. : цв. ил.
- Святыня Солигорска : [Кафедральный собор Рождества Христова в городе Солигорске / тексты: А. Гирель, Т. Кузнецова; под общей редакцией епископа Слуцкого и Солигорского Антония, протоиерея Григория Беляцкого; фото: В. Папко и др.]. — Минск : Акварель Принт Описание, 2018. — 139 c. : цв. ил., портр.
- Святая праведная София, княгиня Слуцкая : житие, акафист / [под редакцией епископа Слуцкого и Солигорского Антония; отв. за выпуск прот. Николай Лабынько]. — Слуцк : Слуцкая епархия Белорусской Православной Церкви, 2020. — 71 с.

- Важным условием развития церковной жизни является сохранение и поддержание традиций памяти». Интервью с архиепископом Гродненским и Волковысским Антонием // Богослов. RU [Электронный ресурс]. — 2024. — Режим доступа: https://bogoslov.ru/article/6196952